# Josef von Lerchenfeld
Josef Raditschnigg von Lerchenfeld (Klagenfurt, 1753. február 19. – Nagyszeben. 1812. január 16.) erdélyi szász botanikus.

## Életpályája
Tanulmányait szülővárosában és Bécsben végezte, majd több tanulmányi utazást tett Németországban és Itáliában. A nagyszebeni római katolikus elemi iskolában vállalt tanári állást, később igazgatóvá nevezték ki. 1786-ban az erdélyi összes katolikus elemi iskola felügyelője lett, és az oktatás- és iskolaügy terén tevékenykedett. 1810-ben censorrá nevezték ki. Fiatalabb korában szépirodalommal foglalkozott, néhány verseskötete és színdarabja megjelent nyomtatásban is. Később azonban szabad idejét a botanikának szentelte. A nagyszebeni Peter Sigerus Flora Transsilvaniae című munkájának teljessé tételének érdekében a tartománygyűlés megszavazta nekik a költségeket és szabad utazást Erdély egész területén. Művük megjelenését a forgalomban lévő pénz értékét ötödére csökkentő 1811. évi devalváció késleltette, haláluk pedig ellehetetlenítette: kézirataik nem kerültek nyomtatás alá. Gombagyűjtésükhöz Neuhauser Ferenc, nagyszebeni rajz- és építészettanár száznál több képet festett.

## Művei
- Gedichte zweier Freunde, 1775 (Richterrel közösen)
- Der Barbier von Sevilla. Lustspiel in 4 Aufzügen, aus dem Französischen, 1776 (A sevillai borbély fordítása)
- Der Ehefeind, Lustspiel in 5 Aufzügen, 1776.
- Rede auf Marien Theresien, in der Hermannstäder Normalschule verlesen den 16. Jänner 1781. Hermannstadt, 1781.
- Unsere Erwartungen oder Peter Leopold. Eine Rede gehalten den 22. März. 1790. in der Freimaurerloge zu Hermannstadt. Uo.
- Catalogus arborum et fruticum in Transsilvania sponte crescentium (a Ziegler János Theophil, Dissertatio de re sylvestri … Cibinii, 1806. 25–30. 1.)
- Kéziratban: Herbarium vivum Transsilvanicum (L. Archiv des Vereins für siebenb. Landeskunde. N. F. VII. 378.) és Flora Transsilvaniae.

Szerkesztette a nagyszebeni Kriegsbote-t és természettudományi cikket írt a lapba.